# Вълнест напръстник
Вълнестите напръстници (Digitalis lanata) са вид растения от семейство Живовлекови (Plantaginaceae).
Таксонът е описан за пръв път от Якоб Фридрих Ерхарт през 1792 година.

## Подвидове
- Digitalis lanata subsp. lanata
- Digitalis lanata subsp. leucophaea
- Digitalis lanata subsp. trojana